# Ponte di Alcántara
Il ponte di Alcántara è un ponte romano ad arco costruito tra gli anni 103 e 104, che attraversa il fiume Tago nella località spagnola di Alcántara, in provincia di Cáceres. È un ponte che coniuga una tecnica raffinata con estetica e funzionalità ed è uno dei più chiari esempi di quella che fu l'ingegneria civile romana con fine propagandistico. Situato in una zona apparentemente povera, fu magnificamente costruito come vedetta permanente dell'Impero romano in una regione che in realtà era ricca di giacimenti metalliferi.
I suoi alti pilastri provvisti di contrafforti, che ne esaltano la verticalità, e gli archi, che favoriscono la ricercata monumentalità, sono stati presi come modello per altre opere, come il vicino ma più modesto ponte di Segura. La forma dell'arco centrale riconduce al periodo dell'imperatore Traiano che difatti ne commissionò la costruzione, e ai municipi della zona che contribuirono al progetto. Danneggiato e ricostruito più volte dal Medioevo al XIX secolo, è un ponte che si nota tra i molti che sono stati eretti dai romani, come hanno ripetutamente riportato cronisti, viaggiatori e studiosi che lo hanno potuto ammirare nel corso dei secoli, dal medioevo ai nostri giorni, lasciandoci innumerevoli testimonianze di elogio.

## Ubicazione
Il ponte romano di Alcántara si trova a circa 400 m a nord della città omonima, sulla strada che conduce al Portogallo, attraversando il fiume Tago. In passato faceva parte della via Norba che si collegava con il nord portoghese, mettendo in comunicazione la zona intermedia della Beira Alta con due importanti arterie, la via La Plata e la via da Lisbona a Braga. Si trattava di una via secondaria nella rete di strade romane della Hispania, motivo per cui il superbo ponte non è stata un'opera pubblica commissionata dallo stato romano, anche se sorgeva in una regione ricca di giacimenti metalliferi. Inoltre, nell'Antica Roma la costruzione dei ponti (opus pontis) era responsabilità dei municipium vicini e il fatto di condividere i costi significava che l'infrastruttura apparteneva a tutta la regione e non a un solo comune. Questa infrastruttura ha quindi avuto come missione quella di mettere in comunicazione la zona a nord del Tago con la regione meridionale e sono stati proprio dodici diversi municipium, i cui nomi figurano in un'iscrizione, a pagare i lavori.
Il luogo scelto per attraversare il canale del Tago è un tratto che presenta un naturale restringimento tra due raccolti che rallentano la forza della portata dello stesso fiume. Prima della costruzione della diga del bacino di Alcantara, a metà del XX secolo, le piene d'acqua raggiungevano altezze elevate che costrinsero, infatti, ad erigere un'opera di ingegneria insolitamente alta.

## Descrizione

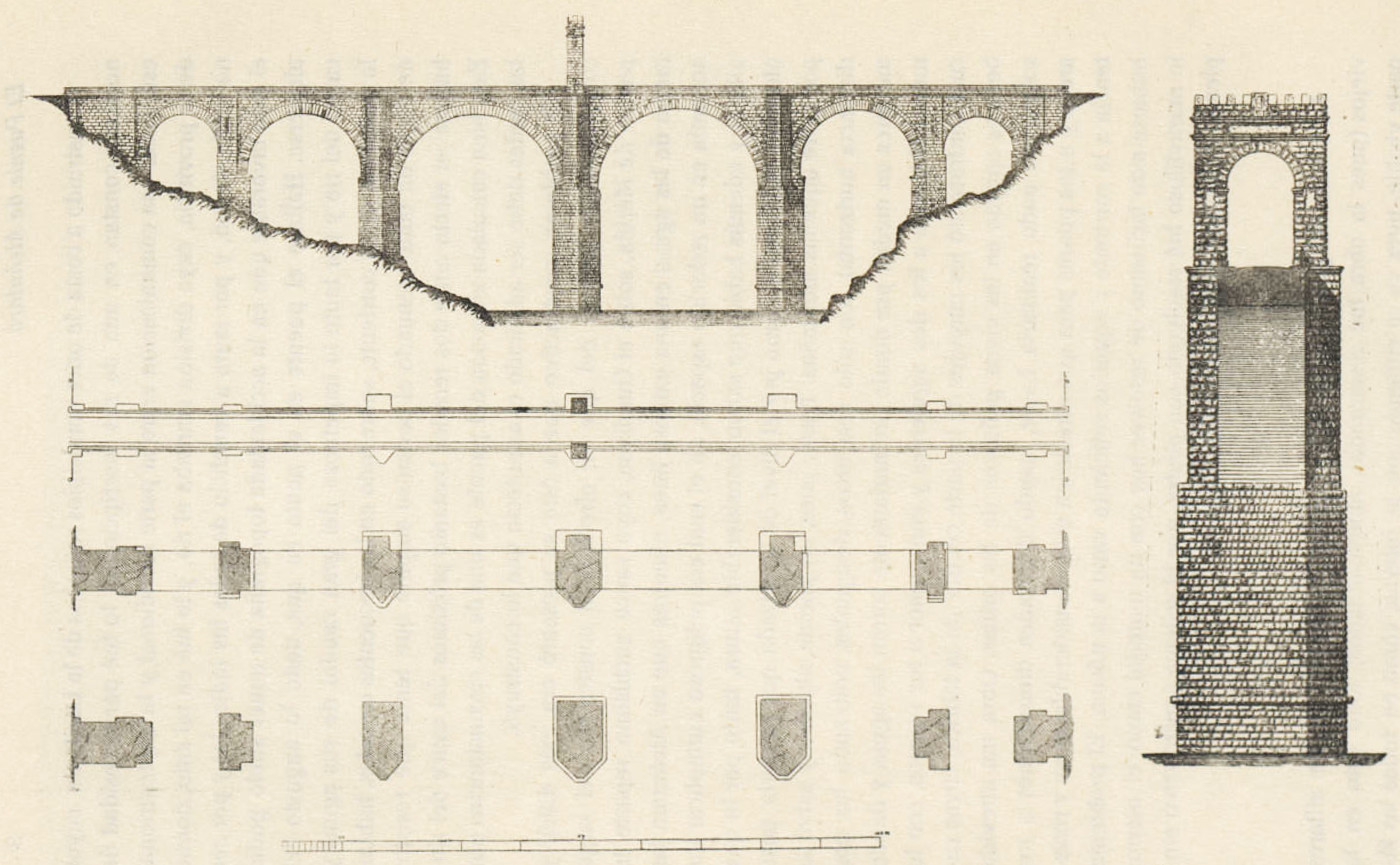
Pianta, alzato e sezione del ponte di Alcántara, per José Ramón Mélida (1924).

Il ponte misura 58,2 m. di altezza e ha una lunghezza di 194 m. Viene composto da sei archi, di altezza irregolare, sostenuti da cinque pilastri che partono a diversi livelli. I supporti sono stati distribuiti e distanziati, in modo che solo due di essi penetrino nell'acqua del fiume, con la conseguenza che durante lo stivaggio vengano preservate dall'erosione della corrente le restanti pile, il che spiega in parte la buona conservazione dell'opera. Questi due cumuli si sono appoggiati sulle formazioni di ardesia del letto del fiume, come si è potuto constatare deviando il letto del fiume per costruire la diga del bacino di Alcántara, che si trova a breve distanza a monte. I pilastri, solidi basamenti ricoperti da grandi selle imbottite, sono posti in corda con dimensioni consistenti di 60 o 120 cm si crea così un effetto di perfetta regolarità, da cui emerge solo una fila che segna una linea orizzontale nella parte bassa delle pile centrali. La pianta di queste tre pile centrali è rettangolare e di esse sporgono, a monte, dei tagli triangolari. I due pilastri rimanenti sono anche rettangolari, anche se con contrafforti su entrambi i versanti.

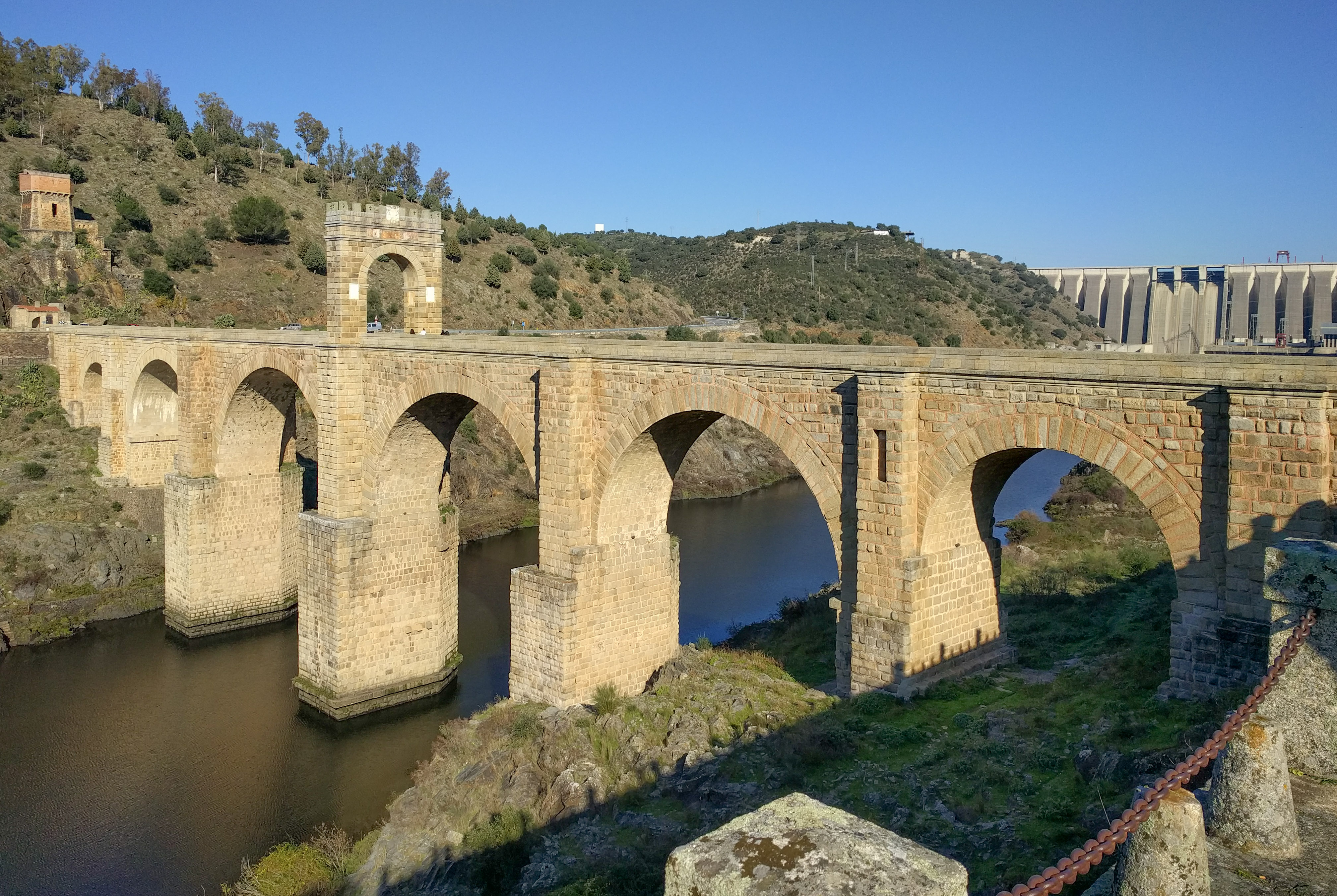
Veduta del ponte dal margine sinistro del Tago. Al fondo è visibile il Bacino di Alcántara.

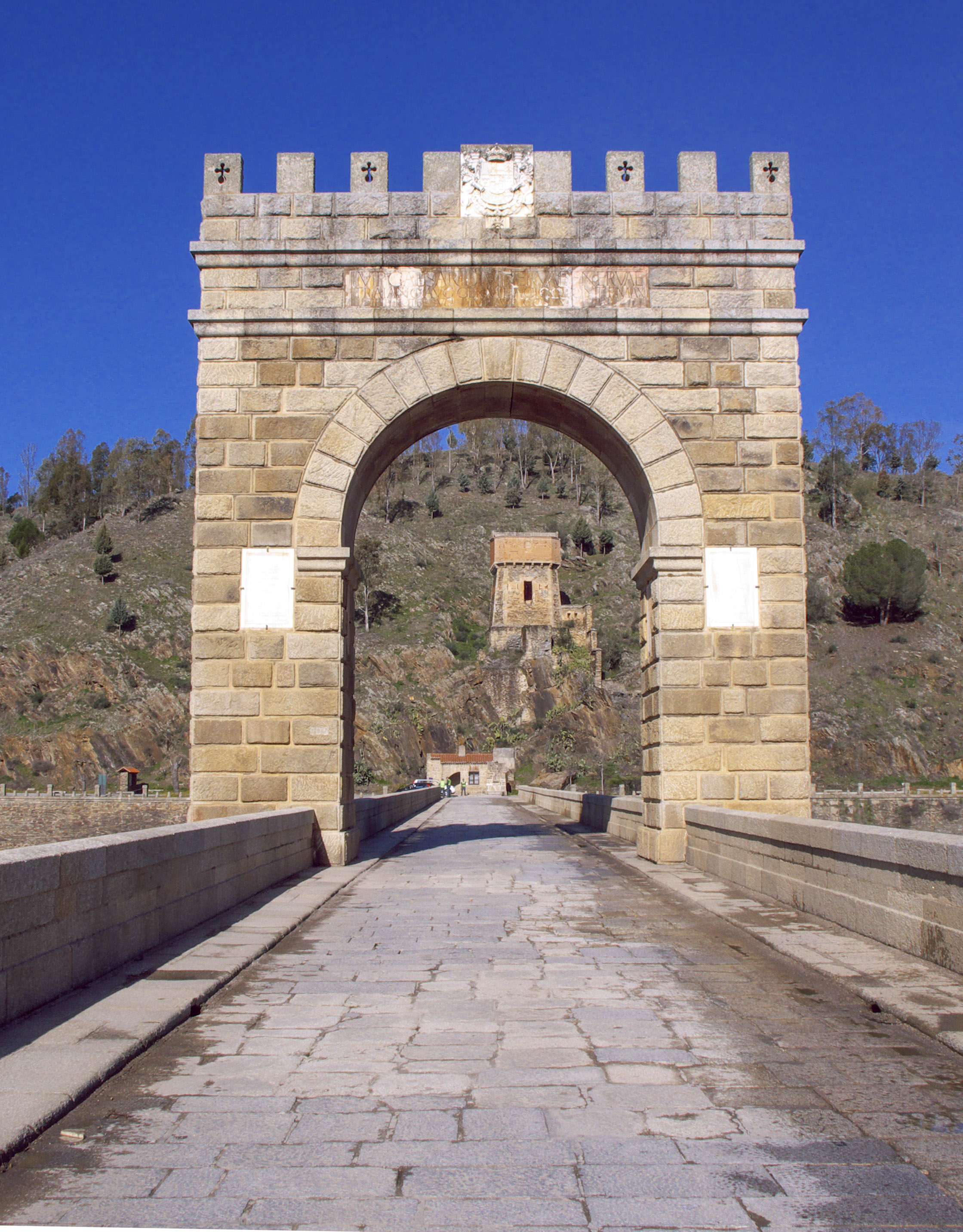
Arco di Traiano nel ponte di Alcántara.

Sulle pile cavalcano gli archi, che sono a tutto sesto e di proporzioni diverse. In tutta l'altezza dei timpani, su entrambi i versanti, si prolungano in altezza i contrafforti. Il tutto genera una continuità che a sua volta contribuisce a sottolineare il senso di verticalità di un'opera già di per sé di grande elevazione, accentuata dalla costruzione dell'arco onorario alto 14 m. in mezzo al ponte, sul pilastro centrale. Questa linea segna l'asse di composizione del ponte. Un'iscrizione ripetuta su entrambi i lati dell'arco indica che è stato costruito in onore dell'imperatore romano Traiano, nato a Hispania. L'iscrizione dice: IMP(eratori)· CAESARI· DIVI· NERVAE· F(ilio)· NERV(ae)/ TRAIANO·AVG(usto)· GERM(anico)· DACICO· PONT(ifici)· MAX(imo)/ TRIB(unicia)· POTES(tate)· VIII· IMP(eratori)· V· CO(n)S(uli)· V· P(atri)· P(atriae). Questa iscrizione vale per fissare la data di costruzione del ponte tra gli anni 103 e 104 d. C., periodo che coincide con le magistrature ordinarie dell'imperatore. Si conosce il contenuto di questa iscrizione grazie ad alcuni manoscritti che la copiarono secoli fa. In origine era disposta sul fronte di uno degli stipiti ed è possibile che fosse accompagnata da altre tre iscrizioni il cui contenuto, anche se ignoto, sarebbe potuto essere un supplemento alla lista dei municipi o forse una ripetizione del contenuto già noto dell’iscrizione precedente.
I due archi centrali sono i più grandi, con rispettivamente 28,8 m e 27,4 m di luce; i collaterali hanno 21,4 m e gli archi esterni 13,8 m. La simmetria di proporzioni, quindi, non è assoluta in larghezza come nemmeno in altezza, perché il terreno irregolare a cui si è dovuto adattare l'opera ha dato diverse dimensioni alle pile, cosa che tuttavia contrasta con la regolarità del design e sottolinea l'orizzontalità irreprensibile della sua tavola. I vani centrali raggiungono la massima luce conosciuta su un ponte romano ad eccezione del ponte di Narni in Italia che con 32 m, è crollato e per questo ci evidenzia il pericolo che comportava il ribaltamento di archi di tali dimensioni. Tuttavia, gli archi di quello di Alcantara hanno sopportato il passare del tempo e l'erosione naturale, ma hanno sofferto il danno dell'uomo. Qui il rapporto della pila rispetto all'arco è un po' più piccolo di un terzo (3,5), ciò che unito alla sua altezza fornisce al ponte un profilo diafano e leggero che lo fa sporgere tra le pesanti opere di ingegneria dell'antichità.

## Tempio romano di Alcántara

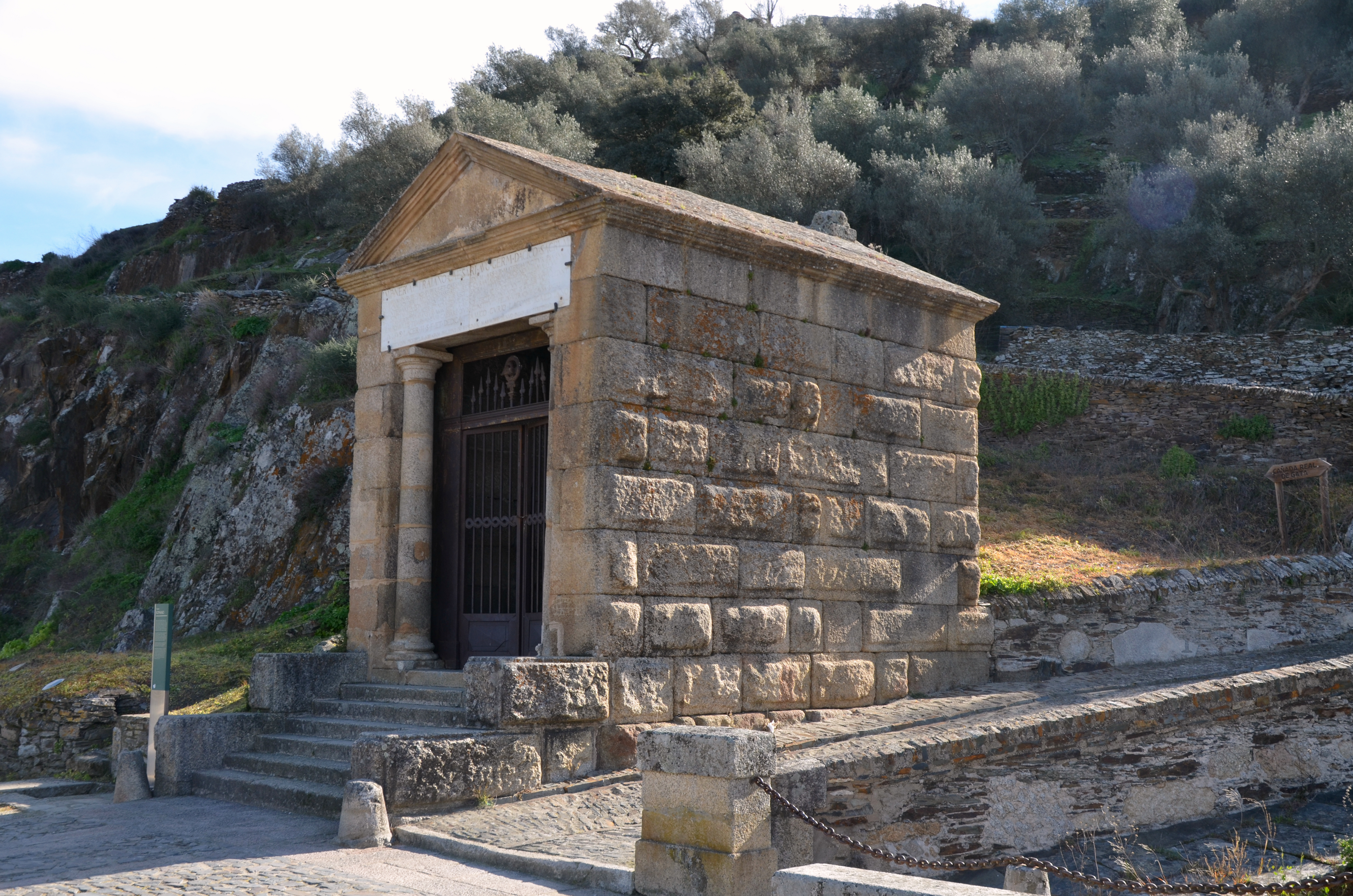
Tempio romano di Alcántara

All'entrata del ponte da Alcantara c'è un tempietto romano fatto interamente di pietra e coperto su due versanti. Presenta due colonne di ordine tuscanico sulla facciata e all'interno ci sono resti che sembrano indicare una antica divisione interna in naos (cella) e pronaos (spazio antistante di una cella). Sulla sua porta si può leggere un'iscrizione elaborata nei secoli XVII-XIX. Quest'iscrizione evidenzia l'epigrafia originale romana e il suo grande valore che trasmetterci il nome dell'ingegnere che guidò la costruzione del ponte e del tempietto, dedicato a Gaius Iulius Lacer.
All'interno del tempietto è raffigurata un'iscrizione con una dedica all'imperatore Traiano per poi svilupparsi in un epigramma in cui si ritorna ad alludere a Cesare e agli dei Romuleo. Questa inizia con le seguenti considerazioni: « [...] forse la curiosità dei viaggiatori, la cui cura è sapere cose nuove, si chiederanno chi l'ha fatto [il ponte] e con quale intenzione. Il ponte, destinato a durare per sempre nei secoli del mondo, lo fece Lacer, famoso per la sua divina arte...». La frase può essere pretenziosa, ma il ponte c'è, davvero magnifico per la sua concezione di tecnica e arte, rinnovato più volte ma conservando sempre l'essenza dell'opera originale. Alla fine dell'epigramma, su una linea separata, si trova il suo nome completo (G)aius I(ulius) Lacer, che non è più apparso in nessun documento.

## Storia

### Età Media e Moderna
Nel XII secolo i musulmani fondarono nelle loro vicinanze un piccolo villaggio battezzato Al-Qantarat (القنطرة), «El Puente», che non ha bisogno di altre spiegazioni. Il ponte rimase intatto fino al XIII secolo, quando, con la Riconquista dei regni cristiani verso il sud, subì la prima di varie distruzioni. Quando il re Alfonso IX di Leone prese definitivamente Alcantara nel 1213, il ponte si ruppe, non si sa se per azione cristiana o musulmana. Successivamente, nelle successive battaglie tra Castiglia e Portogallo, Alcántara è stato un importante luogo di scontro. È documentato, come dato che significa la considerazione del ponte, che essendo circondata la villa ai tempi dei Re Cattolici, nel 1475, il re Alfonso V del Portogallo sollevò la recinzione sapendo che Alcantara stava per tagliare il ponte e fece dire al suo nemico: il duca di Villahermosa, che avrebbe fatto un rodeo perché «non voleva che il regno di Castiglia tenesse quell'edificio meno».
La prima ricostruzione fu fatta sotto il governo del re Carlo V e le opere sono ben documentate. Si ripararono le macerie durante la costruzione del primo arco di ponente, si incorniciò di merletti l'arco centrale e il ponte fu ripulito da installazioni militari che erano resti dovuti all'importanza strategica che ebbe il ponte durante le guerre medievali. I lavori sono stati eseguiti dal maestro Martín López tra il 1532 e il 1543, sotto la supervisione degli illustri architetti Pedro de Ibarra e Esteban de Lezcano. Per lasciare memoria del restauro si costruì lo scudo imperiale che corona l'arco del trionfo sul fronte sud e tre iscrizioni sugli stipiti dove dice: «Carlo V Imperatore, Cesare Augusto e Re delle Spagne, fece riparare questo ponte che deteriorato dalle guerre e dalla sua antichità minacciava rovina, l'anno del signore 1543, nel 24 del suo impero e 26 del suo regno». Ancora nel XVI secolo è stato praticato un secondo intervento, che fu aggiudicato da Diego de Castañeda e che fu completato da Pedro de Villegas e Sebastián de Aguirre nel 1577.
Nel 1707, durante la Guerra di successione, Alcántara fungeva da frontiera tra la Spagna e il Portogallo. Quando i portoghesi si ritirarono dalla località, cercarono di far saltare in aria senza successo il secondo arco della riva destra e l'esplosione colpì i paramenti dell'arco, che in parte caddero, e i pretili, così come il nucleo della fabbrica, cominciarono a presentare delle crepe nell'arco onorario. Il restauro fu ordinato da Carlo III nel 1778.

### Età Contemporanea

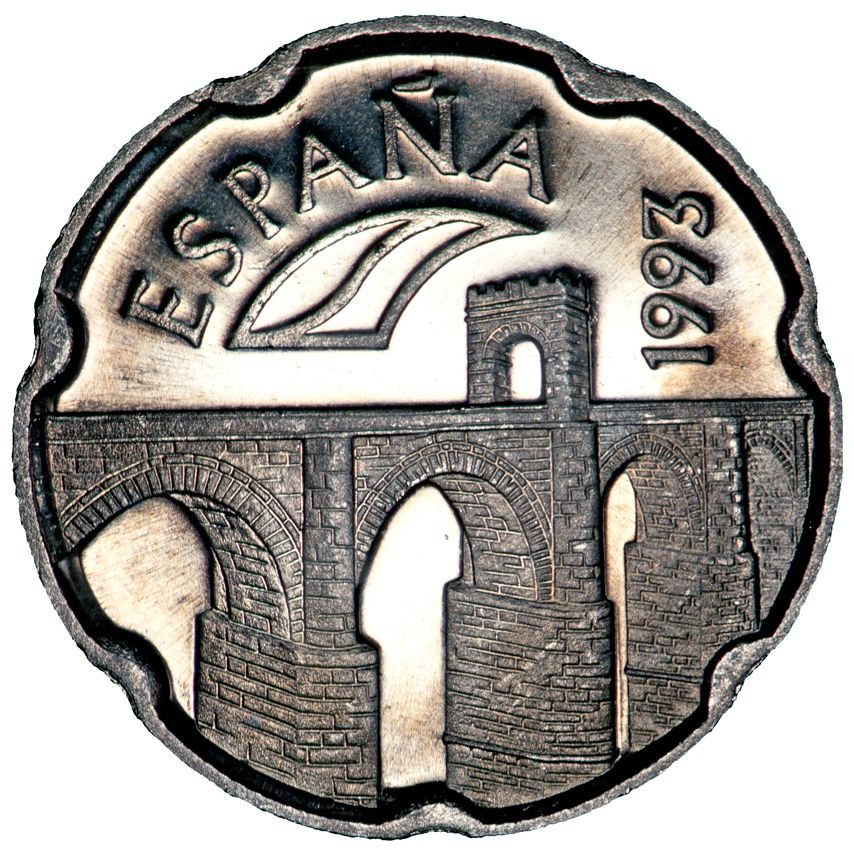
Il ponte in una moneta di 50 pesetas del 1993.

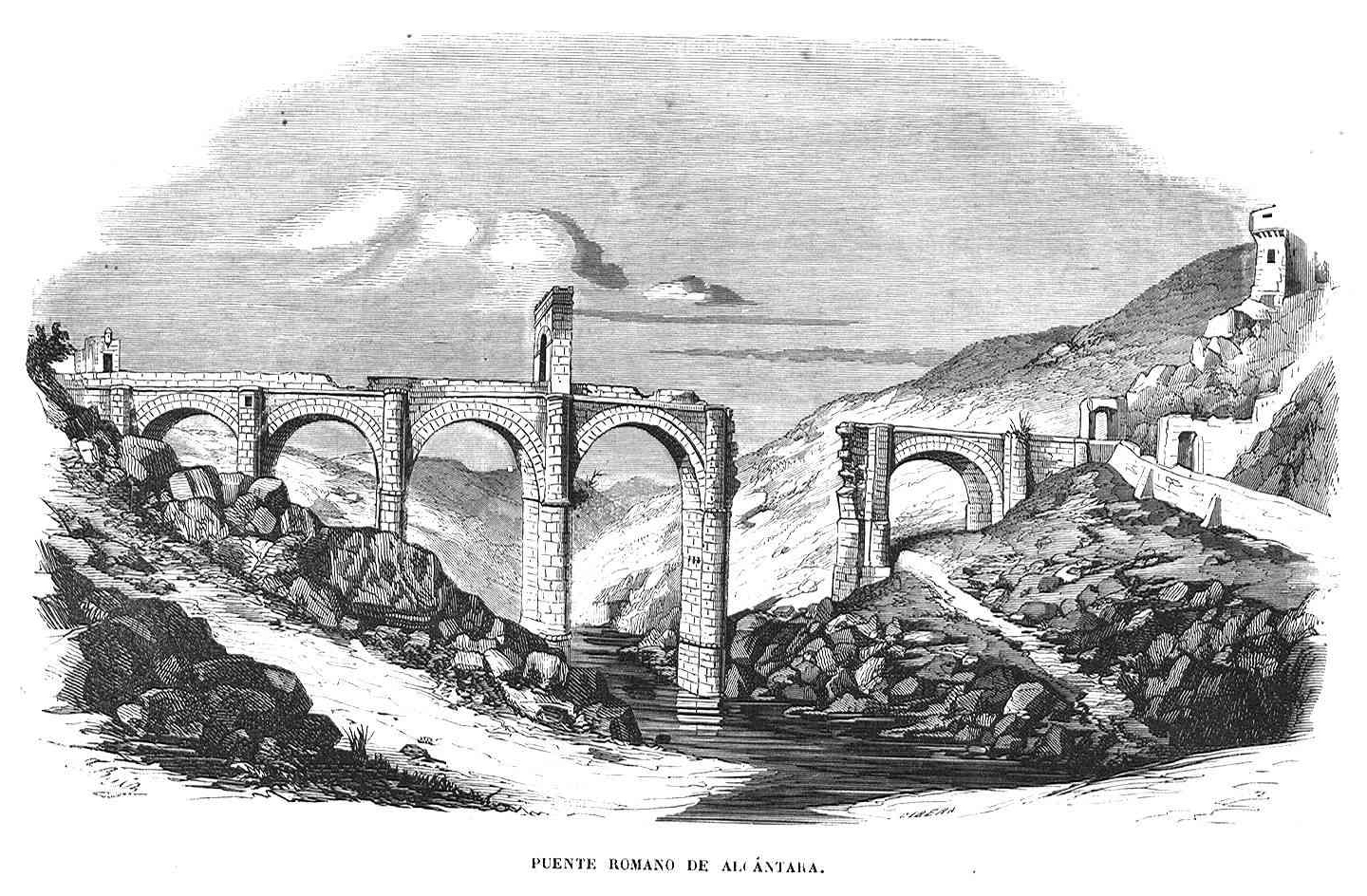
Registrato del ponte di Alcántara nella rivista Il Museo Universale (1857). L'arco che manca è stato demolito nel 1809 e ricostruito nel 1860.

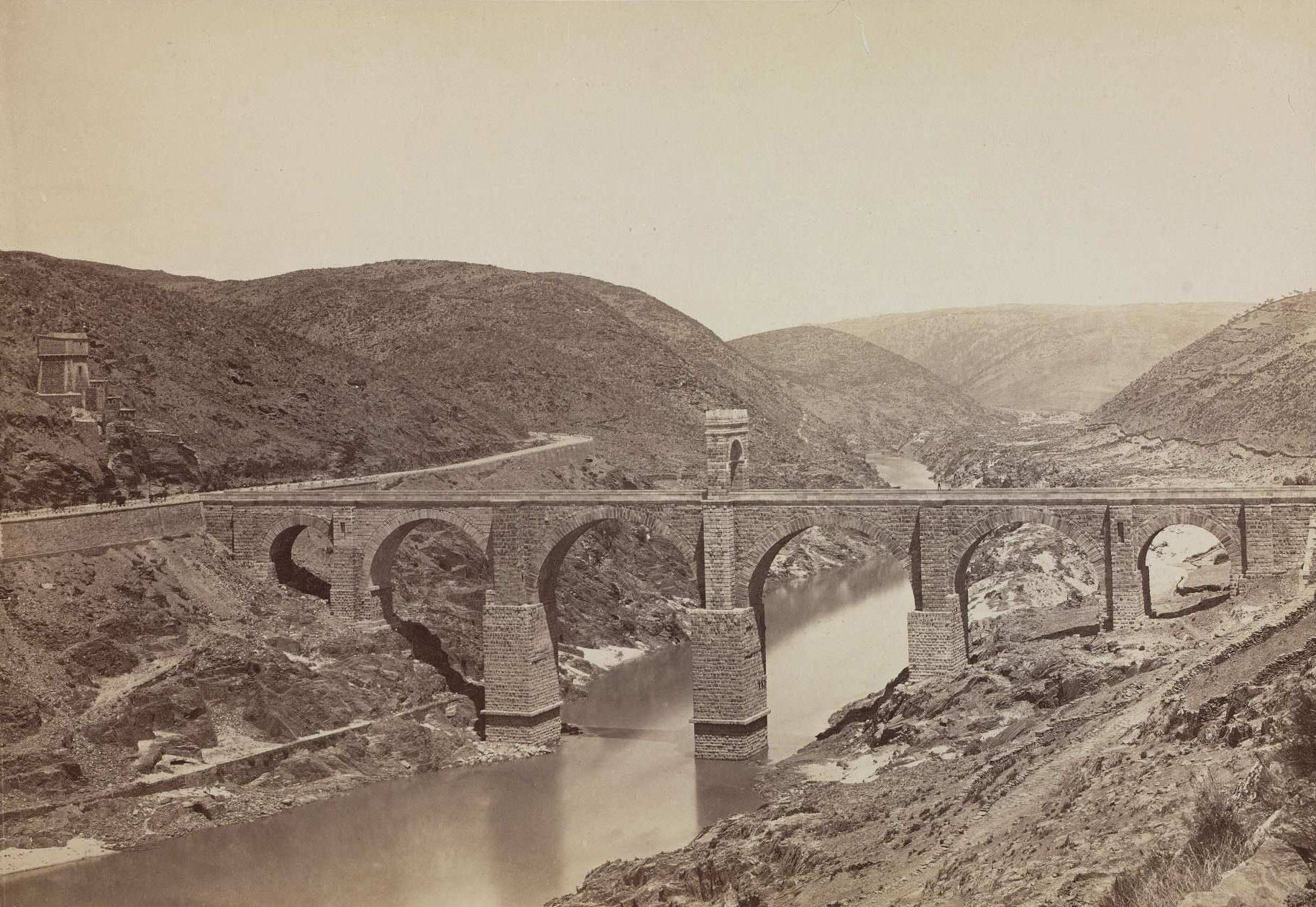
Il Ponte di Alcántara in una fotografia presa nel 1870 per J. Laurent.

Durante la Guerra d'Indipendenza, per impedire il passaggio delle truppe napoleoniche attraverso Alcantara, gli alleati distrussero il secondo arco della riva destra nel 1809 e non ne colmarono l'assenza fino al 1818 con l'installazione di una struttura in legno per il passaggio delle carrozze, ma purtroppo fu incendiata nel 1836 dalle truppe elisabettiane per impedire il passaggio dei carlisti, che comandati da Miguel Gómez Damas, avevano invaso la provincia.
Fu ricostruito nel 1860 da Isabella II. La proposta partì della Reale Accademia della Storia, che affidò le opere al Corpo degli Ingegneri delle Strade, diretto allora da Alejandro Millán. Fu rifatto l'arco che era stato violato, si consolidò tutta la fabbrica coprendo le guarnizioni delle selle, si dispose al suo posto l'arco onorifico, che era stato smontato temendo il crollo della pila centrale, la strada è stata pavimentata e il ponte fu completato dai binari che oggi si trovano alle estremità. La ricostruzione consiste nell'arco commemorativo all'interno di una lapide situata nello stipite destro ed è stato anche disposto alla fine di questo fronte uno scudo reale. La suddetta lapide di Elisabetta II e un'altra novità: lo spostamento delle commemorazioni di Carlo I, che si sono riposizionate all'interno dell'arco.
L'iscrizione isabelina dice: «Elisabeth Borbonia Hispaniarium regina, norbensem potem antiquae provinciae lusitaniae, opus iterum bello interruptum, temporis vetustate pene prolapsum restituit aditum utrimque amplificavit, viam latam ad vaccaeos fieri iussit anno domine MDCCCLIX».
Nel settembre 1969, per costruire la diga di Alcántara, che si trova a 600 metri a monte del ponte e la cui capacità è di 3137 ettometri cubi, il flusso del fiume è stato deviato attraverso alcuni tunnel e il fiume è rimasto completamente asciutto per diversi chilometri. Il ponte romano rimase per la prima volta nella sua storia senza fiume. È stato osservato che una delle pile era a piedi nudi e quindi si procedette con la riparazione.
Esistono nelle attualità molte associazioni che sollecitano un intervento urgente, nonché la sua dichiarazione come Patrimonio dell'umanità. È stato dichiarato Monumento nazionale il 13 di agosto del 1924, e si commemorò il 90 anniversario di questa nomina con una catena umana.
Il ponte è stato eletto come «L'ultimo angolo di Spagna» nel 2014 in un concorso organizzato dalla Guía Repsol, superando in ogni fase i suoi concorrenti. Tuttavia, il 17 settembre è stato proclamato vincitore ex aequo insieme all'altro finalista, l'eremita di San Felice nella La Rioja. I sostegni popolari ad entrambi i monumenti hanno saturato in alcuni momenti il sito web degli organizzatori del concorso.